# Großer Preis von Großbritannien 1975
Der Große Preis von Großbritannien 1975 (offiziell XXVIII British Grand Prix) fand am 19. Juli auf dem Silverstone Circuit in Silverstone statt und war das zehnte Rennen der Automobil-Weltmeisterschaft 1975.

## Berichte

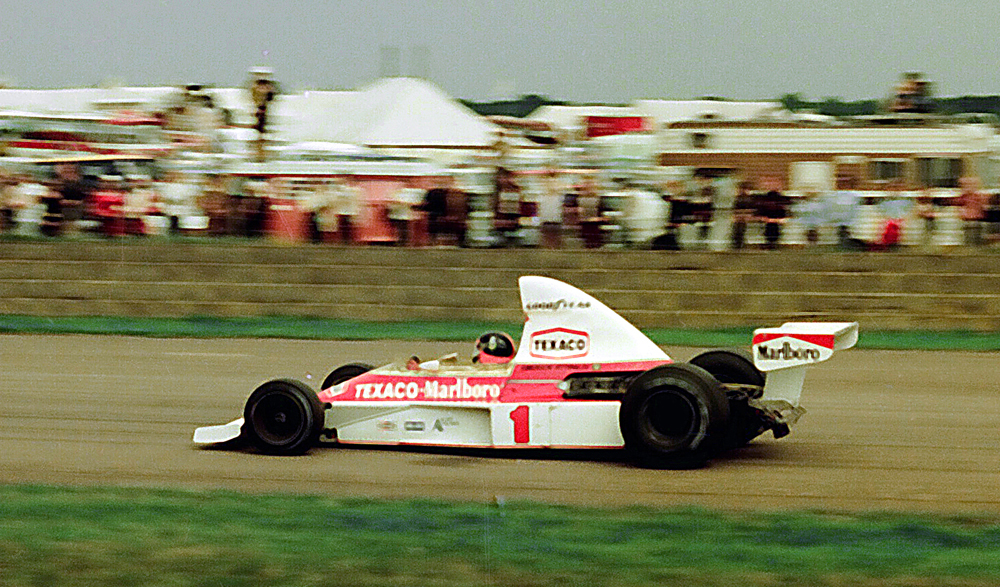
Emerson Fittipaldi im McLaren M23

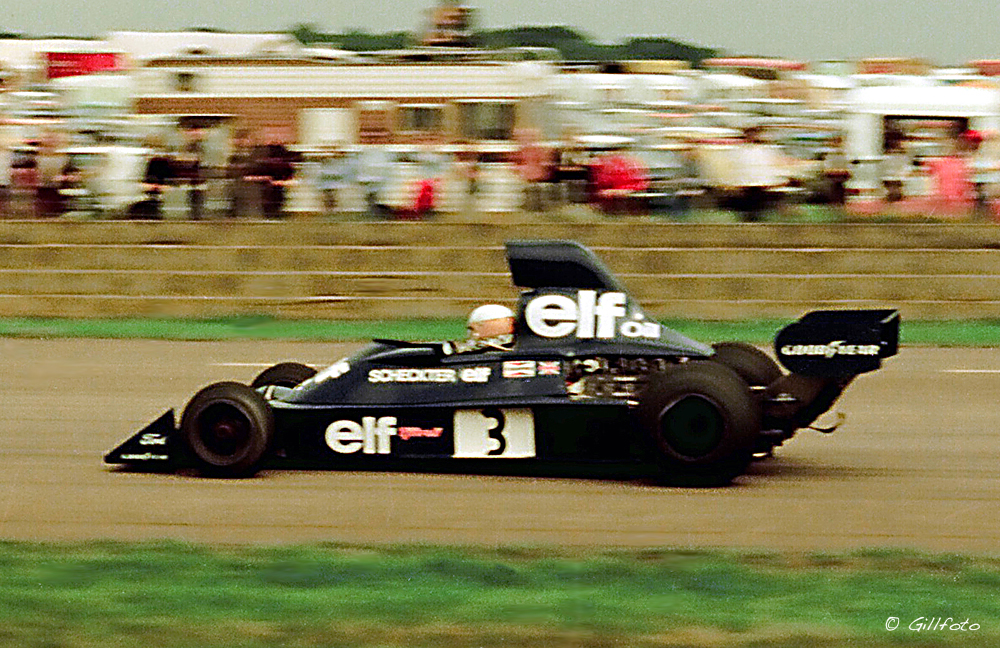
Jody Scheckter im Tyrell 007

### Hintergrund
Die Rennstrecken Brands Hatch Circuit und Silverstone Circuit wechselten sich seit 1963 jährlich mit der Ausrichtung des britischen Grand Prix ab. 1975 war Silverstone an der Reihe. Infolge der Massenkarambolage beim Rennen 1973 hatte man zwischenzeitlich eine Schikane in die Strecke integriert, um die Geschwindigkeiten in der Woodcote-Kurve zu verringern. Damit trug man auch den neuen Sicherheitsbestrebungen Rechnung, die seit den tragischen Vorfällen beim Großen Preis von Spanien 1975 angesprochen wurden.
Graham Hill, der bereits seit seiner Nichtqualifikation beim Großen Preis von Monaco nicht mehr angetreten war, verkündete vor heimischer Kulisse das endgültige Ende seiner Rennfahrerkarriere und drehte zur Freude der Zuschauer eine Abschiedsrunde. Mit 175 GP-Starts war er zum damaligen Zeitpunkt Rekordhalter.
Jacky Ickx hatte das Lotus-Werksteam aufgrund anhaltender Erfolglosigkeit verlassen. Teamchef Colin Chapman meldete daraufhin drei Exemplare des veralteten Lotus 72 für das Rennen, die er neben Stammfahrer Ronnie Peterson mit den beiden Debütanten Brian Henton und Jim Crawford besetzte, die somit beide die Chance erhielten, sich durch eine gute Leistung als Nachfolger von Ickx zu empfehlen.
Dem Beispiel von Lotus folgend, brachte auch March einen dritten Werkswagen an den Start. Dieser wurde von Hans-Joachim Stuck pilotiert, der somit nach mehrmonatiger Unterbrechung in die Formel 1 zurückkehrte. Aufgrund mangelnder Konkurrenzfähigkeit der Eigenkonstruktion PC1 entschloss sich das Penske-Team, Stammfahrer Mark Donohue fortan mit einem March-Kundenfahrzeug antreten zu lassen. Insgesamt vier Wagen des Typs March 751 wurden somit für das Rennen gemeldet.
Auch John Surtees stockte sein Team für den Heim-Grand-Prix um einen zusätzlichen Wagen auf, den er mit dem Debütanten Dave Morgan besetzte, der an diesem Wochenende seinen einzigen Grand Prix bestritt. Roelof Wunderink kehrte ins Ensign-Team zurück, wo man kurzfristig auf einen ebenfalls geplanten Einsatz eines zweiten Wagens mit Gijs van Lennep am Steuer verzichtete.
Entgegen dem allgemeinen Trend der britischen Teams, für das Heimrennen einen zusätzlichen Wagen zur Verfügung zu stellen, musste Frank Williams sein Team auf lediglich ein Fahrzeug reduzieren, da er nicht über eine ausreichende Anzahl an Motoren verfügte.
Die sporadisch antretenden Teams Lyncar und Maki komplettierten das Teilnehmerfeld.
Carlos Reutemann bestritt seinen 50. Grand Prix.

### Training
Insgesamt 28 gemeldete Fahrer nahmen am Training teil, um sich für einen der 26 Startplätze zu qualifizieren.
Die Trainingsbestzeit wurde von Shadow-Pilot Tom Pryce erzielt. Er teilte sich daraufhin die erste Startreihe mit Carlos Pace auf Brabham. Die beiden Ferrari-Piloten Niki Lauda und Clay Regazzoni belegten die zweite Reihe der Startaufstellung, wobei der Österreicher die Zeit des Schweizers um lediglich eine Hundertstelsekunde unterbot. Es folgten Vittorio Brambilla und Jody Scheckter in der dritten Reihe vor Emerson Fittipaldi und Reutemann in Reihe vier. James Hunt und Jochen Mass komplettierten die Top Ten.
Wunderink und Hiroshi Fushida verfehlten die Qualifikation.

### Rennen
Kurz nach dem Start, der statt der bis dato vom Rennleiter geschwenkten Nationalflagge erstmals durch eine Ampelanlage erfolgte, übernahm Pace die Führung vor Pryce, Regazzoni, Lauda und dem sehr gut gestarteten Hunt. Dieser wurde jedoch im Laufe der folgenden Runden wieder von Scheckter und Fittipaldi überholt.
In der zehnten Runde wurde Pryce von Regazzoni überholt. Dieser übernahm kurz darauf die Führung von Pace, der wenig später hinter Pryce zurückfiel.
Als es in der 19. Runde zu regnen begann, drehte sich der Führende Regazzoni im Bereich der Club-Kurve und beschädigte sich dabei seinen Heckflügel. Wegen des dadurch notwendigen Boxenstopps verlor er die Führung an Pryce, der jedoch zwei Runden später ebenfalls verunglückte. Dadurch gelangte Scheckter, der zwischenzeitlich Lauda und Pace überholt hatte, in die Spitzenposition. Pace erhielt die Führung zurück, als Scheckter wenig später in der Box Regenreifen aufziehen ließ. Lauda musste im Zuge eines Reifenwechsels zweimal die Box ansteuern, da beim ersten Versuch eine Radmutter nicht korrekt angezogen worden war.
Die Entscheidung der Fahrer, die auf Regenreifen gewechselt hatten, erwies sich innerhalb der folgenden Runden als richtig, da Scheckter die durch den Boxenstopp verlorenen Plätze gegen die weiterhin auf Slicks fahrenden Konkurrenten Pace, Fittipaldi, Hunt und Mass rasch wieder zurückeroberte. Als die Strecke jedoch in der zweiten Hälfte des Rennens wieder abtrocknete, war ein weiterer Stopp notwendig, wodurch Hunt in die Führungsposition gelangte. Dessen Motor verlor jedoch nach und nach an Leistung, sodass Fittipaldi in Runde 43 die Führung übernehmen konnte. Auf den Plätzen zwei und drei folgten Pace und Scheckter.
Im Laufe der 55. Runde kehrte der Regen in Form eines heftigen Schauers zurück. Jean-Pierre Jarier war der erste Fahrer, der aufgrund von Aquaplaning ausschied. Während des folgenden Umlaufs geschah dies elf weiteren Piloten, wobei Pace, Scheckter, Hunt, Henton, Morgan, Tony Brise, John Nicholson und Wilson Fittipaldi jeweils im Bereich der Club-Kurve von der Strecke abkamen, und Patrick Depailler, Donohue sowie John Watson im Bereich der Stowe.
Das Rennen wurde daraufhin mit der roten Flagge nach 56 der geplanten 67 Runden abgebrochen. Zur Ermittlung des Endergebnisses zog man jedoch den Stand zu Beginn der 56. Runde heran, wodurch die während der 56. Runde verunfallten Piloten jeweils auf den Positionen gewertet wurden, auf denen sie vor ihrem Ausscheiden gelegen hatten. Von den ersten sechs Fahrern in der Wertung waren zum Zeitpunkt des Rennabbruchs nur der Sieger Emerson Fittipaldi sowie der sechstplatzierte Brambilla noch im Rennen und kreuzten die Ziellinie.
Die Scuderia Ferrari legte Protest gegen das Ergebnis ein, da die beiden Werkswagen des Teams jeweils mit zwei Runden Rückstand regulär die Ziellinie erreicht hatten und trotzdem mit ihren davor belegten Positionen gewertet wurden. Wären die in der 56. Runde verunfallten Konkurrenten als „Ausgeschieden“ gewertet worden, hätten die beiden Ferrari die Plätze drei und sechs belegt und somit WM-Punkte erhalten. Drei Tage später lehnte der RAC den Einspruch jedoch ab und bestätigte das bestehende Rennergebnis. Es war Emerson Fittipaldis 14. und letzter Grand-Prix-Sieg.

## Meldeliste
| Team                            | Nr. | Fahrer             | Chassis         | Motor                    | Reifen |
| ------------------------------- | --- | ------------------ | --------------- | ------------------------ | ------ |
| Marlboro Team Texaco            | 01  | Emerson Fittipaldi | McLaren M23     | Ford Cosworth DFV 3.0 V8 | G      |
| Marlboro Team Texaco            | 02  | Jochen Mass        | McLaren M23     | Ford Cosworth DFV 3.0 V8 | G      |
| Elf Team Tyrrell                | 03  | Jody Scheckter     | Tyrrell 007     | Ford Cosworth DFV 3.0 V8 | G      |
| Elf Team Tyrrell                | 04  | Patrick Depailler  | Tyrrell 007     | Ford Cosworth DFV 3.0 V8 | G      |
| John Player Team Lotus          | 05  | Ronnie Peterson    | Lotus 72E       | Ford Cosworth DFV 3.0 V8 | G      |
| John Player Team Lotus          | 06  | Jim Crawford       | Lotus 72E       | Ford Cosworth DFV 3.0 V8 | G      |
| John Player Team Lotus          | 15  | Brian Henton       | Lotus 72E       | Ford Cosworth DFV 3.0 V8 | G      |
| Martini Racing                  | 07  | Carlos Reutemann   | Brabham BT44B   | Ford Cosworth DFV 3.0 V8 | G      |
| Martini Racing                  | 08  | Carlos Pace        | Brabham BT44B   | Ford Cosworth DFV 3.0 V8 | G      |
| Beta Team March                 | 09  | Vittorio Brambilla | March 751       | Ford Cosworth DFV 3.0 V8 | G      |
| Lavazza March                   | 10  | Hans-Joachim Stuck | March 751       | Ford Cosworth DFV 3.0 V8 | G      |
| Lavazza March                   | 29  | Lella Lombardi     | March 751       | Ford Cosworth DFV 3.0 V8 | G      |
| Scuderia Ferrari SpA SEFAC      | 11  | Clay Regazzoni     | Ferrari 312T    | Ferrari 015 3.0 F12      | G      |
| Scuderia Ferrari SpA SEFAC      | 12  | Niki Lauda         | Ferrari 312T    | Ferrari 015 3.0 F12      | G      |
| UOP Shadow Racing Team          | 16  | Tom Pryce          | Shadow DN5      | Ford Cosworth DFV 3.0 V8 | G      |
| UOP Shadow Racing Team          | 17  | Jean-Pierre Jarier | Shadow DN5      | Ford Cosworth DFV 3.0 V8 | G      |
| Team Surtees                    | 18  | John Watson        | Surtees TS16    | Ford Cosworth DFV 3.0 V8 | G      |
| Team Surtees                    | 19  | Dave Morgan        | Surtees TS16    | Ford Cosworth DFV 3.0 V8 | G      |
| Frank Williams Racing Cars      | 20  | Jacques Laffite    | Williams FW04   | Ford Cosworth DFV 3.0 V8 | G      |
| Embassy Racing with Graham Hill | 22  | Alan Jones         | Hill GH1        | Ford Cosworth DFV 3.0 V8 | G      |
| Embassy Racing with Graham Hill | 23  | Tony Brise         | Hill GH1        | Ford Cosworth DFV 3.0 V8 | G      |
| Hesketh Racing                  | 24  | James Hunt         | Hesketh 308     | Ford Cosworth DFV 3.0 V8 | G      |
| Vel’s Parnelli Jones Racing     | 27  | Mario Andretti     | Parnelli VPJ4   | Ford Cosworth DFV 3.0 V8 | G      |
| Penske Cars                     | 28  | Mark Donohue       | March 751       | Ford Cosworth DFV 3.0 V8 | G      |
| Copersucar-Fittipaldi           | 30  | Wilson Fittipaldi  | Copersucar FD03 | Ford Cosworth DFV 3.0 V8 | G      |
| Team Ensign                     | 31  | Roelof Wunderink   | Ensign N175     | Ford Cosworth DFV 3.0 V8 | G      |
| Pinch Plant (Ltd)               | 32  | John Nicholson     | Lyncar 006      | Ford Cosworth DFV 3.0 V8 | G      |
| Maki Engineering                | 35  | Hiroshi Fushida    | Maki F101C      | Ford Cosworth DFV 3.0 V8 | G      |

## Klassifikationen

### Startaufstellung
| Pos. | Fahrer             | Konstrukteur    | Zeit    | Ø-Geschwindigkeit | Start |
| ---- | ------------------ | --------------- | ------- | ----------------- | ----- |
| 01   | Tom Pryce          | Shadow-Ford     | 1:19,36 | 214,068 km/h      | 01    |
| 02   | Carlos Pace        | Brabham-Ford    | 1:19,50 | 213,691 km/h      | 02    |
| 03   | Niki Lauda         | Ferrari         | 1:19,54 | 213,583 km/h      | 03    |
| 04   | Clay Regazzoni     | Ferrari         | 1:19,55 | 213,556 km/h      | 04    |
| 05   | Vittorio Brambilla | March-Ford      | 1:19,63 | 213,342 km/h      | 05    |
| 06   | Jody Scheckter     | Tyrrell-Ford    | 1:19,81 | 212,861 km/h      | 06    |
| 07   | Emerson Fittipaldi | McLaren-Ford    | 1:19,91 | 212,594 km/h      | 07    |
| 08   | Carlos Reutemann   | Brabham-Ford    | 1:20,04 | 212,249 km/h      | 08    |
| 09   | James Hunt         | Hesketh-Ford    | 1:20,14 | 211,984 km/h      | 09    |
| 10   | Jochen Mass        | McLaren-Ford    | 1:20,18 | 211,878 km/h      | 10    |
| 11   | Jean-Pierre Jarier | Shadow-Ford     | 1:20,33 | 211,483 km/h      | 11    |
| 12   | Mario Andretti     | Parnelli-Ford   | 1:20,36 | 211,404 km/h      | 12    |
| 13   | Tony Brise         | Hill-Ford       | 1:20,41 | 211,272 km/h      | 13    |
| 14   | Hans-Joachim Stuck | March-Ford      | 1:20,46 | 211,141 km/h      | 14    |
| 15   | Mark Donohue       | March-Ford      | 1:20,50 | 211,036 km/h      | 15    |
| 16   | Ronnie Peterson    | Lotus-Ford      | 1:20,58 | 210,827 km/h      | 16    |
| 17   | Patrick Depailler  | Tyrrell-Ford    | 1:20,60 | 210,774 km/h      | 17    |
| 18   | John Watson        | Surtees-Ford    | 1:20,83 | 210,174 km/h      | 18    |
| 19   | Jacques Laffite    | Williams-Ford   | 1:21,01 | 209,707 km/h      | 19    |
| 20   | Alan Jones         | Hill-Ford       | 1:21,19 | 209,243 km/h      | 20    |
| 21   | Brian Henton       | Lotus-Ford      | 1:21,36 | 208,805 km/h      | 21    |
| 22   | Lella Lombardi     | March-Ford      | 1:21,60 | 208,191 km/h      | 22    |
| 23   | Dave Morgan        | Surtees-Ford    | 1:21,65 | 208,064 km/h      | 23    |
| 24   | Wilson Fittipaldi  | Copersucar-Ford | 1:21,67 | 208,013 km/h      | 24    |
| 25   | Jim Crawford       | Lotus-Ford      | 1:21,86 | 207,530 km/h      | 25    |
| 26   | John Nicholson     | Lyncar-Ford     | 1:22,86 | 205,025 km/h      | 26    |
| DNQ  | Roelof Wunderink   | Ensign-Ford     | 1:25,02 | 199,817 km/h      | –     |
| DNQ  | Hiroshi Fushida    | Maki-Ford       | 1:26,61 | 196,148 km/h      | –     |

### Rennen
| Pos. | Fahrer             | Konstrukteur    | Runden | Stopps | Zeit       | Start | Schnellste Runde |
| ---- | ------------------ | --------------- | ------ | ------ | ---------- | ----- | ---------------- |
| 01   | Emerson Fittipaldi | McLaren-Ford    | 56     | 0      | 1:22:05,0  | 07    | 1:21,5           |
| 02   | Carlos Pace        | Brabham-Ford    | 55     | 0      | DNF        | 02    | 1:21,3           |
| 03   | Jody Scheckter     | Tyrrell-Ford    | 55     | 2      | DNF        | 06    | 1:21,2           |
| 04   | James Hunt         | Hesketh-Ford    | 55     | 0      | DNF        | 09    | 1:21,9           |
| 05   | Mark Donohue       | March-Ford      | 55     | 0      | DNF        | 15    | 1:21,7           |
| 06   | Vittorio Brambilla | March-Ford      | 55     | 0      | + 1 Runde  | 05    | 1:22,1           |
| 07   | Jochen Mass        | McLaren-Ford    | 55     | 1      | DNF        | 10    | 1:22,0           |
| 08   | Niki Lauda         | Ferrari         | 54     | 2      | + 2 Runden | 03    | 1:21,5           |
| 09   | Patrick Depailler  | Tyrrell-Ford    | 54     | 1      | DNF        | 17    | 1:21,8           |
| 10   | Alan Jones         | Hill-Ford       | 54     | 1      | + 2 Runden | 20    | 1:22,5           |
| 11   | John Watson        | Surtees-Ford    | 54     | 0      | DNF        | 18    | 1:23,1           |
| 12   | Mario Andretti     | Parnelli-Ford   | 54     | 0      | + 2 Runden | 12    | 1:22,5           |
| 13   | Clay Regazzoni     | Ferrari         | 54     | 1      | + 2 Runden | 04    | 1:20,9 (16.)     |
| 14   | Jean-Pierre Jarier | Shadow-Ford     | 53     | 2      | DNF        | 11    | 1:21,6           |
| 15   | Tony Brise         | Hill-Ford       | 53     | 1      | DNF        | 13    | 1:21,6           |
| 16   | Brian Henton       | Lotus-Ford      | 53     | 1      | DNF        | 21    | 1:22,9           |
| 17   | John Nicholson     | Lyncar-Ford     | 51     | 0      | DNF        | 26    |                  |
| 18   | Dave Morgan        | Surtees-Ford    | 50     | 0      | DNF        | 23    | 1:24,2           |
| 19   | Wilson Fittipaldi  | Copersucar-Ford | 50     | 1      | DNF        | 24    | 1:23,2           |
| –    | Hans-Joachim Stuck | March-Ford      | 45     | 1      | DNF        | 14    | 1:21,8           |
| –    | Jim Crawford       | Lotus-Ford      | 28     | 0      | DNF        | 25    | 1:24,1           |
| –    | Tom Pryce          | Shadow-Ford     | 20     | 0      | DNF        | 01    | 1:21,5           |
| –    | Lella Lombardi     | March-Ford      | 18     | 0      | DNF        | 22    | 1:25,9           |
| –    | Ronnie Peterson    | Lotus-Ford      | 7      | 0      | DNF        | 16    | 1:23,0           |
| –    | Jacques Laffite    | Williams-Ford   | 5      | 0      | DNF        | 19    | 1:31,2           |
| –    | Carlos Reutemann   | Brabham-Ford    | 4      | 0      | DNF        | 08    | 1:23,5           |

## WM-Stände nach dem Rennen
Die ersten sechs des Rennens bekamen 9, 6, 4, 3, 2 bzw. 1 Punkt(e). In der Konstrukteurswertung zählten nur die Punkte des bestplatzierten Fahrers eines Teams. Es zählten nur die besten sieben Ergebnisse aus den ersten acht Rennen und die besten fünf aus den letzten sechs Rennen. Streichresultate sind in Klammern gesetzt.

### Fahrerwertung
| Pos. | Fahrer             | Konstrukteur              | Punkte |
| ---- | ------------------ | ------------------------- | ------ |
| 01   | Niki Lauda         | Ferrari                   | 47     |
| 02   | Emerson Fittipaldi | McLaren-Ford              | 33     |
| 03   | James Hunt         | Hesketh-Ford              | 25     |
| 04   | Carlos Reutemann   | Brabham-Ford              | 25     |
| 05   | Carlos Pace        | Brabham-Ford              | 24     |
| 06   | Jody Scheckter     | Tyrrell-Ford              | 19     |
| 07   | Clay Regazzoni     | Ferrari                   | 16     |
| 08   | Jochen Mass        | McLaren-Ford              | 14,5   |
| 09   | Patrick Depailler  | Tyrrell-Ford              | 12     |
| 10   | Mario Andretti     | Parnelli-Ford             | 5      |
| 11   | Mark Donohue       | Penske-Ford               | 4      |
| 12   | Ronnie Peterson    | Lotus-Ford                | 3      |
| 13   | Jacky Ickx         | Lotus-Ford                | 3      |
| 14   | Tom Pryce          | Shadow-Ford               | 2      |
| 15   | Vittorio Brambilla | March-Ford                | 2      |
| 16   | Jean-Pierre Jarier | Shadow-Ford               | 1,5    |
| 17   | Tony Brise         | Williams-Ford / Hill-Ford | 1      |
| 18   | Lella Lombardi     | March-Ford                | 0,5    |
| 19   | Rolf Stommelen     | Lola-Ford / Hill-Ford     | 0      |
| 20   | John Watson        | Surtees-Ford              | 0      |
| 21   | Bob Evans          | B.R.M.                    | 0      |
| 22   | Graham Hill        | Lola-Ford                 | 0      |

| Pos. | Fahrer                | Konstrukteur                 | Punkte |
| ---- | --------------------- | ---------------------------- | ------ |
| 23   | Torsten Palm          | Hesketh-Ford                 | 0      |
| 24   | Jacques Laffite       | Williams-Ford                | 0      |
| 25   | Gijs van Lennep       | Ensign-Ford                  | 0      |
| 26   | Alan Jones            | Hesketh-Ford / Hill-Ford     | 0      |
| 27   | Wilson Fittipaldi     | Copersucar-Ford              | 0      |
| 28   | Guy Tunmer            | Lotus-Ford                   | 0      |
| 29   | Ian Scheckter         | Tyrrell-Ford / Williams-Ford | 0      |
| 30   | Jean-Pierre Jabouille | Tyrrell-Ford                 | 0      |
| 31   | Eddie Keizan          | Lotus-Ford                   | 0      |
| 32   | Dave Charlton         | McLaren-Ford                 | 0      |
| 33   | Damien Magee          | Williams-Ford                | 0      |
| 34   | Brian Henton          | Lotus-Ford                   | 0      |
| 35   | John Nicholson        | Lyncar-Ford                  | 0      |
| 36   | Dave Morgan           | Surtees-Ford                 | 0      |
| –    | Arturo Merzario       | Williams-Ford                | 0      |
| –    | Mike Wilds            | B.R.M.                       | 0      |
| –    | Roelof Wunderink      | Ensign-Ford                  | 0      |
| –    | François Migault      | Hill-Ford                    | 0      |
| –    | Vern Schuppan         | Hill-Ford                    | 0      |
| –    | Hans-Joachim Stuck    | March-Ford                   | 0      |
| –    | Jim Crawford          | Lotus-Ford                   | 0      |

### Konstrukteurswertung
| Pos. | Konstrukteur  | Punkte  |
| ---- | ------------- | ------- |
| 01   | Ferrari       | 50      |
| 02   | Brabham-Ford  | 42 (44) |
| 03   | McLaren-Ford  | 39,5    |
| 04   | Hesketh-Ford  | 25      |
| 05   | Tyrrell-Ford  | 24      |
| 06   | Lotus-Ford    | 6       |
| 07   | Parnelli-Ford | 5       |
| 08   | Shadow-Ford   | 3,5     |
| 09   | March-Ford    | 3       |

| Pos. | Konstrukteur    | Punkte |
| ---- | --------------- | ------ |
| 10   | Penske-Ford     | 2      |
| 11   | Hill-Ford       | 1      |
| 12   | Williams-Ford   | 0      |
| 13   | Lola-Ford       | 0      |
| 14   | Surtees-Ford    | 0      |
| 15   | B.R.M.          | 0      |
| 16   | Copersucar-Ford | 0      |
| –    | Lyncar-Ford     | 0      |